# Worms-Hochheim

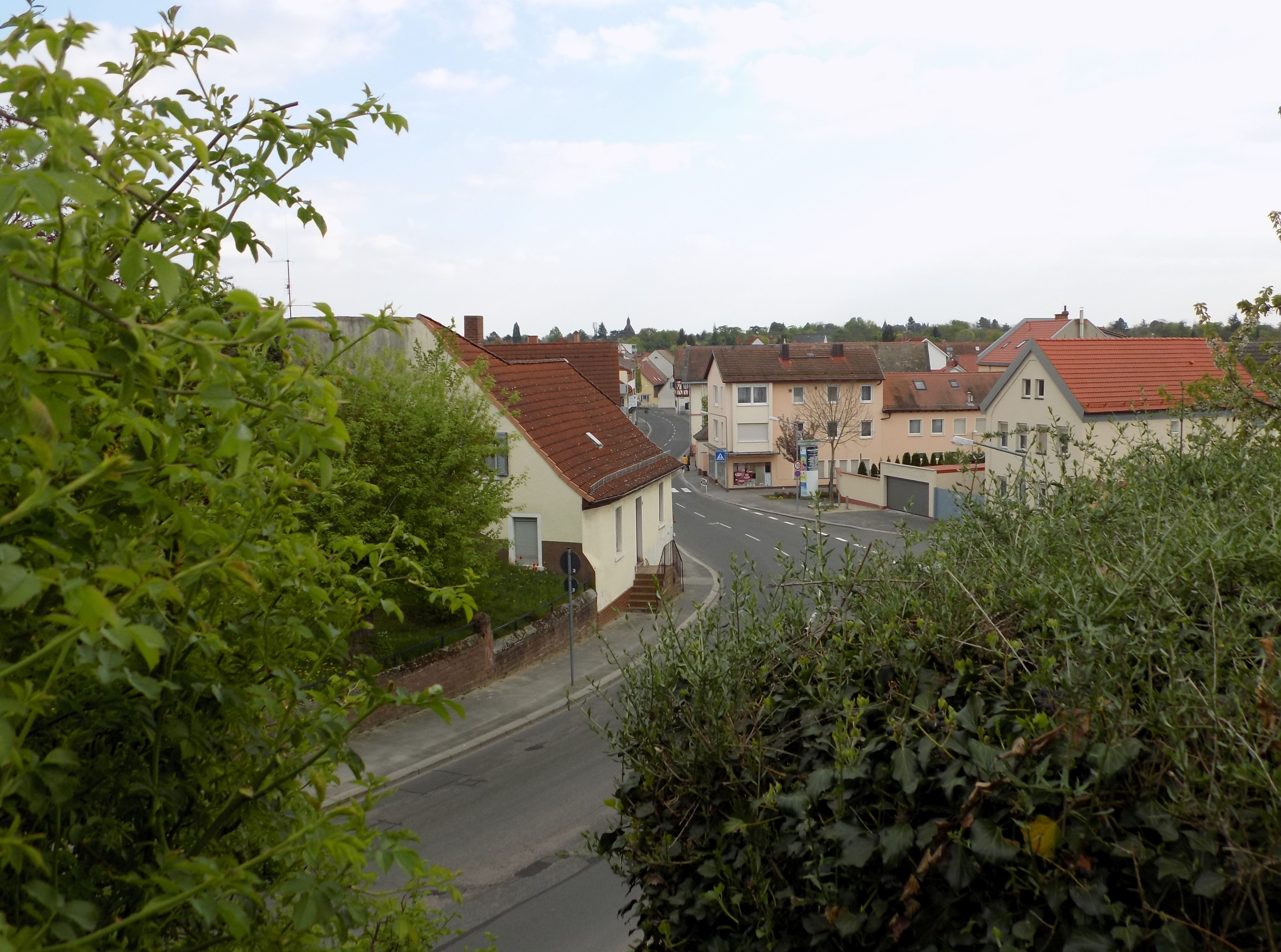
Blick über Worms-Hochheim

Hochheim am Rhein [Aussprache ˈho:x haʏm, im Dialekt ˈhoɣəm] ist eine Ortschaft im rheinhessischen Wonnegau und bereits seit 1898 Stadtteil von Worms.
Ursprünglich war Hochheim von der Landwirtschaft und den zahlreichen Schreinereien im Dorfkern geprägt, weshalb es auch heute noch oft als „Schreinerdorf“ bezeichnet wird. Heute ist es im Wesentlichen ein Wohngebiet.

## Geographie
Hochheim schließt nordwestlich an die westliche Innenstadt von Worms an. Im Süden grenzt der Ort an die Pfrimm und Pfiffligheim mit dem Pfrimmpark, offiziell Karl-Bittel-Park. Im Norden befindet sich der Wormser Hauptfriedhof Hochheimer Höhe, welcher an Herrnsheim angrenzt. Im Osten grenzt Hochheim an den Stadtteil Neuhausen.

## Geschichte
Die älteste erhaltene Erwähnung von Hochheim stammt von dem Wormser Bischof Adalbert I. von Rheinfelden und aus dem Jahr 1068. Der Ort ist aber weitaus älter. Das Kloster Otterberg war im Ort begütert.
Das zuvor selbständige Dorf wurde 1898 nach Worms eingemeindet.
Die von Worms herkommende heutige Binger Straße war stets die Hauptdurchfahrt des Ortes, früher nutzten ihn die Floßschiffer und Pilger, weil sie auf diesem Weg das Rheinknie diagonal abkürzen konnten. An der Berggasse, unweit der Bergkirche, entstanden die ersten Wohngebäude mit Ställen und Scheunen. Noch 1905 war die Berggasse ein Hohlweg, in dem keine zwei Fuhrwerke aneinander vorbei konnten.
Von 1890 bis 1910 verdoppelte sich die Einwohnerzahl Hochheims. Zum 29. Juni 1898 wurde der Ort in die Stadt Worms eingemeindet.
Ab 1906 fuhr die Straßenbahn durch Hochheim, die am Friedhof „Hochheimer Höhe“ endete. Zwischen 1895 und 1907 ließ der Lederfabrikant Cornelius Wilhelm von Heyl zu Herrnsheim für seine Arbeiter in der Schreinergasse Doppelhäuser errichten.

## Einwohnerentwicklung
| Datum | Einwohner |
| ----- | --------- |
| 2012  | 3.286     |
| 2014  | 3.621     |

## Politik

### Ortsbeirat
Für den Stadtteil Worms-Hochheim wurde ein Ortsbezirk gebildet. Dem Ortsbeirat gehören elf Beiratsmitglieder an, den Vorsitz im Ortsbeirat führt der direkt gewählte Ortsvorsteher.
Zum Ortsbeirat siehe die Ergebnisse der Kommunalwahlen in Worms.

### Ortsvorsteher
Ortsvorsteher ist Patrick Mais (SPD). Nachdem der langjährige Amtsinhaber Timo Horst (SPD), zuletzt bei der Kommunalwahl am 26. Mai 2019 mit einem Stimmenanteil von 64,0 % in seinem Amt bestätigt, im November 2021 zum hauptamtlichen Beigeordneten der Stadt Worms gewählt wurde, legte er das Amt des Ortsvorstehers nach einer Gesamtamtszeit von zwölf Jahren mit Wirkung zum 31. März 2022 nieder. Das Amt wurde dann von der stellvertretenden Ortsvorsteherin Maria Hilberg geschäftsführend ausgeübt. Bei der erforderlichen Neuwahl am 20. März 2022 setzte sich Patrick Mais mit einem Stimmenanteil von 60,60 % gegen drei weitere Bewerber durch. Am 27. April 2022 wurde er vereidigt und in sein Amt eingeführt. Bei der Direktwahl am 9. Juni 2024 setzte er sich mit einem Stimmenanteil von 61,4 % gegen zwei Mitbewerber durch und wurde somit für weitere fünf Jahre im Amt bestätigt.

## Sehenswürdigkeiten

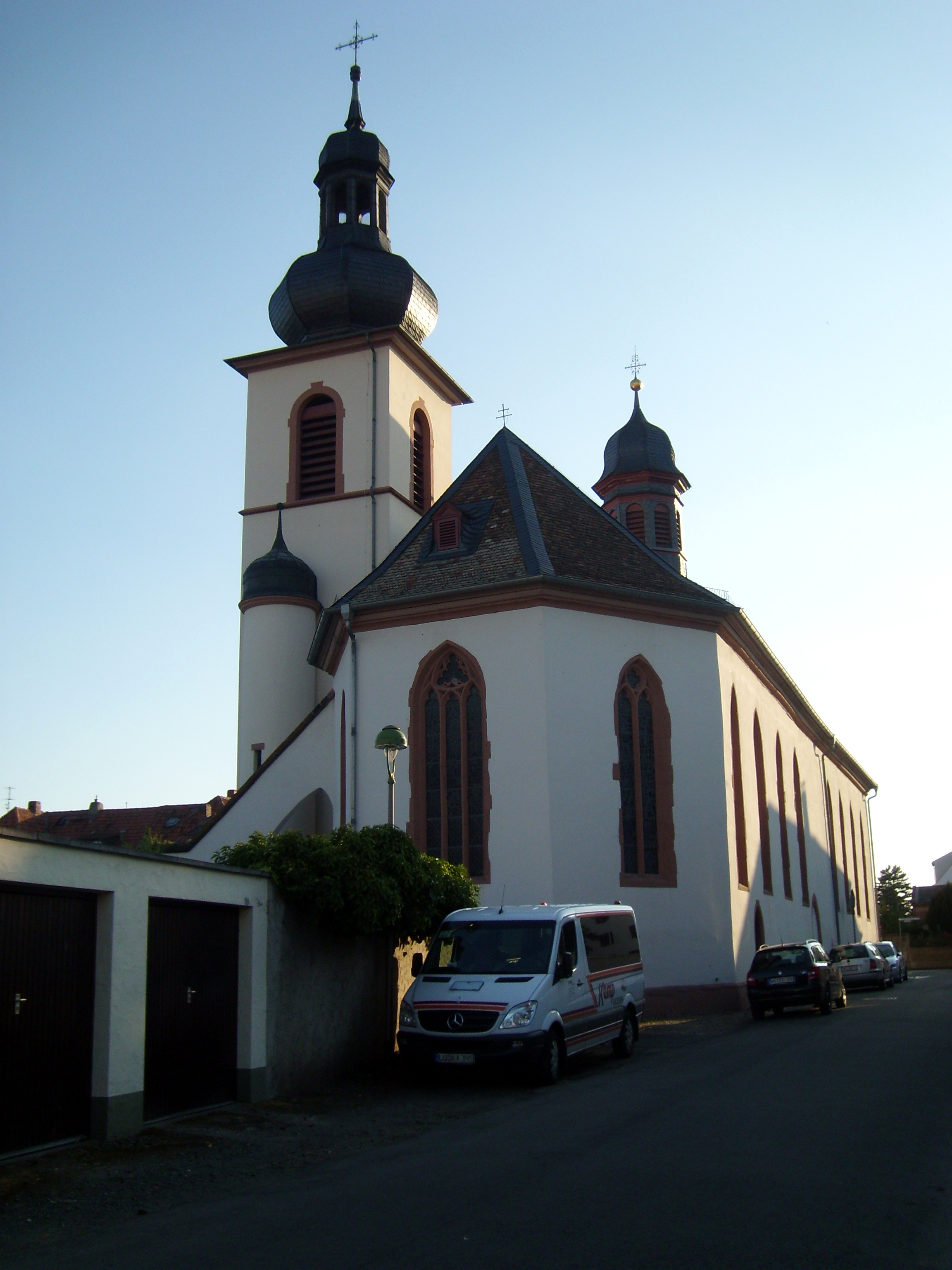
Katholische Pfarrkirche St. Maria Himmelskron

- Romanische Bergkirche St. Peter (evangelisch) mit Westturm aus dem 12./13. Jahrhundert und Vier-Säulen-Krypta vom Anfang des 11. Jahrhunderts, das einschiffige Langhaus stammt aus dem Jahr 1609
- Pfarrkirche St. Maria Himmelskron (römisch-katholisch), ehemalige Kirche des Dominikanerinnenklosters Maria Himmelskron, gegründet 1278, spätgotischer Löwentaufstein (aus der Bergkirche St. Peter)
- Ehemaliges Rathaus, erbaut im 16. Jahrhundert (Grundmauern stammen aus dem Jahr 1594), und im 18. Jahrhundert verändert, ältestes erhaltenes Rathaus im Wormser Umland.
- Friedhofskirche aus dem 20. Jahrhundert (Architekt: Karl Hofmann) erbaut im neuromanischem Stil.
- Jüdische Trauerhalle im Jugendstil von 1911 (Architekt: Georg Metzler)
- Schreinermuseum (an der Alten Schule)
- Karl-Bittel-Park, eine weitläufige Grünanlage aus dem späten 19. Jahrhundert im Stil englischer Landschaftsgärten
- Mausoleum der Familie Bittel
- Ochsenklavier
- Friedenstaube, Malerei an der Kreuzung zwischen Himmelskronstraße und Konventstraße
- Kurpfälzische Amtsschaffnerei: 1728 unter dem kurpfälzischen Oberfauth und Schaffner Johann Herrmann Otto errichtete

Siehe auch: Liste der Kulturdenkmäler in Worms-Hochheim

## Persönlichkeiten
- Karl Emil Markel (1860–1932), Unternehmer und Mäzen.